# 黒沢伸
黒沢 伸（くろさわ しん、1959年12月19日、）は、（公財）金沢芸術創造財団芸術・交流アドバイザー。

## 概要
東京生まれ。東京造形大学絵画科卒業後、東京芸術大学大学院美術研究科進学。
バンド解散を機に89年、水戸芸術館現代美術センター（茨城県水戸市）の立ち上げに参画。
97年水戸芸術館を退館。東京に戻り約1年間フリーランスのキュレーターとしていくつもの展覧会の企画を手がけた後、金沢21世紀美術館（1999年 - 2006年）に就職。 金沢湯涌創作の森所長と兼任で2006年から副館長となる。
同建物の一部として設置される作品群の解説やコミッションワークなどを担当。